# Gabriel Bracamonte (beisbolista)
Gabriel José Bracamonte (nacido en Santa Teresa del Tuy, Miranda, Venezuela, el 15 de mayo de 1995), es un beisbolista profesional venezolano que juega en la posición de Receptor En la Liga Venezolana de Béisbol Profesional, juega con el equipo Leones del Caracas.